# نور حاجي
نور حاجي مصممة أزياء لبنانية. أطلقت علامتها التجارية الخاصة بها في أيار (مايو) 2013 في بيروت. عملت سابقاً مع المصمم الكرواتي الألماني دامر دوما. في باريس. وهي متزوجة من المؤلف والناشر البريطاني-اللبناني نصري عطالله.

## نشأتها
نشأت نور حاجي بين بيروت والسعودية، ثم انتقلت إلى باريس عندما كانت في 18 من عمرها. لدراسة تصميم الأزياء في مدرسة بيرسونز باريس للفن والتصميم. تخرجت منها عام 2010.

## المهنة
بعد تخرجها من بارسونز، انتقلت نور إلى باريس للعمل مع المصمم الألماني الكرواتي دامير دوما. كان لدعمه ودفعها للنجاح في سنٍ مبكرة، تمكنت نور من إطلاق علامتها التجارية الخاصة. منذ إطلاقها علامتها التجارية عام 2013، أطلقت مجموعتين، بلاو (AW 13) وكوركوما (SS14).
كما تدرّس الحياكة في "The Creative Space" وهو مكان يقدم التعليم المجاني في بيروت، أنشأته خريجة بارسونز سارة هيرميز. عام 2014، ذكرت نور حاجي كإحدى أفضل عشرة مصممين في لبنان خلال معرض «القادمين الجدد» في أسبوع بيروت للتصميم.
غالباً ما تصرّح نور حاجي عن أسلوبها المتأثر بشدة بفلسفة وجمالية وابي سابي الياباني الإيمان بأن الأشياء لا ينبغي أن تكون مثالية، ويمكن رؤية هذا في عدم التماثل في تصاميمها، والمواد والأنسجة التي تستخدمها. لوحظ أنها تقارب الحرفية في قطعها الفنية.
في أيار (مايو) 2015، اختارت سي إن إن نور حاجي بين المصممين اللبنانيين الخمسة الذين أعادوا تشكيل مشهد الموضة في بيروت، حيث لوحظ أن تصاميمها تختلف عن التأثير اللطيف الجميل الذي تفضله العديد من النساء اللبنانيات. أما المصممين الأربعة الآخرين فهم بشار عساف وكريكور جابوتيان وتيمي حايك ولارا خوري.[بحاجة لمصدر]

## جوائز

### جوائز في التصميم
في نوفمبر 2014، مُنحت نور حاجي جائزة مؤسسة بوغصيان
وتتضمن الجائزة منحة مالية وإقامة في مقر المؤسسة في «فيلا إمبين» في إقليم بروكسل العاصمة في بلجيكا. اختارت لجنة التحكيم نور حاجي لأنها «تعمل بالقماش الخاص بها بدقة وإحكام»

## وصلات خارجية
- الموقع الرسمي